# Triệu Phi Yến
Triệu Phi Yến (Phồn thể: 趙飛燕; giản thể: 赵飞燕; 45 TCN - 1 TCN), còn gọi Hiếu Thành Triệu Hoàng hậu (孝成趙皇后), là Hoàng hậu thứ hai của Hán Thành Đế Lưu Ngao - vị Hoàng đế thứ 12 của triều đại nhà Hán trong lịch sử Trung Quốc.
Triệu Phi Yến được xem là đệ nhất mỹ nhân thời Hán bên cạnh người đẹp Vương Chiêu Quân, một trong Tứ đại mỹ nhân Trung Hoa. Bà nổi tiếng với dung mạo tuyệt thế, thân thể nhẹ nhàng tựa như chim yến, nên gọi Phi Yến (có nghĩa là chim yến đang bay). Sử sách ghi về bà rất ít, song dã sử thì nhiều, vì vậy bà trở thành một trong những mỹ nhân phổ biến trong dân gian thần thoại từ rất sớm, như 《Tây Kinh tạp ký - 西京杂记》 hay 《Phi Yến ngoại truyện - 飞燕外传》.
Trong văn học dân gian Trung Hoa, Triệu Phi Yến thường được so sánh một cách đối lập với Dương Ngọc Hoàn của thời Đường với câu ví nổi tiếng [Hoàn phì Yến sấu; 環肥燕瘦], ý nói đến Dương Ngọc Hoàn xinh đẹp đẫy đà, trong khi Triệu Phi Yến thì thân hình thanh mảnh, uyển chuyển bay lượn tựa tiên nữ trên trời.

## Thân thế
Hiếu Thành Triệu hoàng hậu xuất thân hàn vi, cha mẹ ruột vốn là những nô lệ của phủ dịch Triệu Lâm (趙臨), có chỗ lại nói chính Triệu Lâm là cha ruột. Vì quá nghèo, sau khi sinh ra bà thì định bỏ rơi, sau 3 ngày bà vẫn sống nên lại đem về. Sử sách không lại ghi tên thật của Triệu Phi Yến cùng em gái, tiểu thuyết Phi Yến ngoại truyện ghi bổn danh của bà là [Nghi Chủ; 宜主], em gái là Triệu Hợp Đức. Khi lớn lên, Triệu Nghi Chủ được tuyển làm ca nữ trong phủ của Dương A công chúa (陽阿公主). Lúc vào tập múa hát, do thân hình uyển chuyển, nhẹ như chim yến, nên từ đó được gọi là [Phi Yến; 飛燕].
Còn trong Phi Yến ngoại truyện, câu chuyện về hai chị em bà là cả một truyền kỳ. Vợ của Giang Đô trung úy Triệu Mạn (赵曼), là Cô Tô quận chúa (姑苏郡主), cháu gái của Giang Đô vương, tư thông với gia nhân là Phùng Vạn Kim (冯万金), sinh ra 2 cô con gái, chính là chị em Triệu thị, sau đó Cô Tô quận chúa đem hai đứa bé này vứt bỏ, ba ngày sau Cô Tô quận chúa phát hiện cả hai đều còn sống, tâm không đành lòng, lại đem các con ôm trở về, giao cho Phùng Vạn Kim nuôi nấng. Sau đó Vạn Kim qua đời, Phùng gia suy bại mà từ Cô Tô lưu lạc đến Trường An, được gọi là Triệu Chủ Tử. Sau đó, nàng lấy tài nghệ thêu thùa mà lấy lòng Triệu Lâm, quan dịch nô hầu trong phủ Dương A công chúa, vì vậy được Triệu Lâm nhận làm con nuôi.
Tiểu thuyết thời nhà Tống là Triệu Phi Yến biệt truyện (赵飞燕别传) ghi lại hai chị em từng phải làm giày rơm kiếm sống.

## Nhập cung Hán

### Đắc sủng hậu cung
Hán Thành Đế vốn thích hưởng lạc, từng sủng ái Hứa Hoàng Hậu và Ban Tiệp dư đều có tiếng chuyên sủng và hiền huệ. Thế nhưng sau nhiều năm mà cả Hứa hậu cùng Ban thị vẫn không sinh được hoàng tử, Hán Thành Đế dần thấy chán ngán hậu cung nên đến phủ của Dương A công chúa (阳阿公主) uống rượu xem hát.
Trong khúc múa mà Dương A công chúa phủ trình diễn, Triệu Phi Yến xuất hiện. Hán Thành Đế trông thấy Triệu Phi Yến người nhỏ nhắn, eo lưng xinh, da dẻ mịn màng, dáng đi uyển chuyển như người cầm hoa rung rinh, không ai bắt chước được, gương mặt mơn mởn như gió xuân, thân nhẹ như chim yến bèn say mê. Bốn mắt nhìn nhau, Hán Thành Đế rung động, yêu ngay từ cái nhìn đầu tiên. Ông cảm thấy người con gái này cực kỳ giống Ban tiệp dư hồi trẻ nhưng hoạt bát năng động hơn Ban Tiệp dư nhiều. Đặc biệt là đôi mắt biết nói kia, thực sự vô cùng cuốn hút người nhìn. Sau đó, Thành Đế đem Phi Yến về hậu cung, ngày đêm sủng hạnh. Nghe nói em gái Phi Yến là Triệu Hợp Đức nói cười duyên dáng, thân thể khêu gợi, Hán Thành Đế cũng cho triệu vào. Hai chị em xinh đẹp át cả năm cung sáu viện, yến yến oanh oanh, thay phiên nhau thị tẩm làm Hán Thành Đế mê muội thất điên bát đảo, quên luôn rằng trong hậu cung vẫn còn những phi tần khác, phong cả hai là Tiệp dư.
Năm Hồng Gia thứ 3 (18 TCN), chị gái Hứa hoàng hậu là Bình An Cương hầu phu nhân Hứa Yết gièm pha cung nhân trong hậu cung, lời nói trù yếm, lại liên hệ đến Đại tướng quân Vương Phượng là thân thích của Thái hậu Vương Chính Quân. Triệu Tiệp dư cùng em gái nhân đó tâu lên Vương Thái hậu, thế là Thái hậu cho người điều tra, Hứa Yết bị xử tử. Hoàng hậu Hứa thị vì bị chị gái liên lụy nên bị phế truất. Ban Tiệp dư cũng bị liên lụy vụ án này, nhưng may mắn thoát khỏi, xin nương nhờ Trường Tín cung của Hoàng thái hậu. Từ đó, chị em họ Triệu chuyên sủng hậu cung.

### Đăng cực Hậu vị
Sau khi Hứa hoàng hậu bị phế, Hán Thành Đế muốn lập Tiệp dư Triệu Phi Yến làm Hoàng hậu, nhưng bị Vương Thái hậu phản đối vì chê bai Triệu thị xuất thân là ca nữ thấp hèn. Cháu trai gọi Thái hậu bằng dì là Thuần Vu Trường (淳于長) nhân cơ hội muốn lấy công với Hán Thành Đế, bèn hiến kế giúp Triệu Tiệp dư đủ tư cách làm Hoàng hậu bằng việc truy phong gia đình.
Năm Vĩnh Trị nguyên niên (16 TCN), tháng 4, Hán Thành Đế ra lệnh truy phong cha của Triệu Phi Yến là Triệu Lâm làm Thành Dương hầu (成暘侯), từ đó không còn ai phàn nàn về xuất thân của Triệu Phi Yến. Tháng 6 năm đó, Hán Thành Đế ra chỉ lập Triệu Phi Yến làm Hoàng hậu, em gái là Triệu thị làm Chiêu nghi. Tuy trở thành Hoàng hậu, song không lâu sau Triệu Hoàng hậu bị thất sủng, Hán Thành Đế say mê em gái của Hoàng hậu là Triệu Chiêu nghi. Nơi ở của Triệu Chiêu nghi là Chiêu Dương cung (昭暘宮), cực kì xa hoa, trong đình lấy sắc màu đỏ son, sơn mới hoàn toàn, ngưỡng cửa thì lấy đồng thau trang sức, lại cũng tô hoàng kim lên, cầu thang lên điện thì lấy bạch ngọc mà làm, đồng thời khảm nhập Lam Điền tường ngọc, minh châu, thúy vũ, sự xa xỉ này là bậc nhất khi đó trong các cung. Tuy được sủng ái như vậy, song Triệu Chiêu nghi không hề mang thai, cả Triệu Hoàng hậu cũng vậy.
Năm Tuy Hòa nguyên niên (8 TCN), do không có con trai, Hán Thành Đế bèn triệu em trai là Trung Sơn vương Lưu Hưng và cháu trai là Định Đào vương Lưu Hân về Trường An, hòng chọn người kế vị. Bà nội của Lưu Hân là Phó Thái hậu, phi tần của Hán Nguyên Đế, đã diện kiến Triệu Hoàng hậu cùng Triệu Chiêu nghi với những hòm vàng bạc châu báu, mong Hoàng hậu nói giúp với Hán Thành Đế lập cháu mình đăng ngôi. Quả nhiên sau đó Thành Đế lập Lưu Hân làm Hoàng thái tử.
Năm Tuy Hòa thứ 2 (7 TCN), Hán Thành Đế đột ngột băng hà. Thái tử Lưu Hân kế vị, tức Hán Ai Đế. Theo lệ, Hoàng thái hậu Vương Chính Quân trở thành Thái hoàng thái hậu, còn Triệu Hoàng hậu được tôn làm Hoàng thái hậu. Khi đó, Thái hoàng thái hậu Vương Chính Quân hạch tội Triệu Chiêu nghi hạ độc Hoàng đế, khiến Triệu Chiêu nghi sợ hãi mà tự sát. Dù vậy, Hán Ai Đế vẫn để Triệu Phi Yến ở vị trí Thái hậu do bà có công giúp Lưu Hân được phong Thái tử. Em trai Thái hậu là Triệu Khâm (赵钦) được phong Tân Thành hầu (新成侯), một người cháu được kế thừa tước Thành Dương hầu. Triệu thị gia tộc "Nhất môn lưỡng Hầu", địa vị trở nên hiển hách.
Vài tháng sau, Tư lệ Giải Quang (解光) dâng tấu lên, truy tội Triệu Chiêu nghi xúi giục Hoàng đế sát hại hoàng tử do Hứa mỹ nhân sinh ra. Trung cung sử Tào Cung tố giác: "Triệu Chiêu nghi khuynh loạn thánh triều, thân diệt thừa tự, người nhà đương phục thiên tru", do vậy yêu cầu điều tra cả nhà họ Triệu. Do cớ sự đó, Hán Ai Đế thu hồi tất cả phong tước của em trai cháu trai của Triệu Thái hậu, buộc họ đến quận Liêu Tây. Không lâu sau, Nghị lang Cảnh Dục (耿育) thay Triệu Thái hậu cầu tình, nể tình công ơn khi xưa của Triệu Thái hậu, do vậy Hán Ai Đế miễn truy cứu Thái hậu, điều này khiến Thái hoàng thái hậu cùng gia tộc Vương thị bất mãn.

### Bị phế truất và bức tử
Năm Nguyên Thọ thứ 2 (1 TCN), Hán Ai Đế băng hà, con trai của Trung Sơn vương Lưu Hưng là Lưu Kỳ Tử kế vị, tức Hán Bình Đế. Vào lúc này, Phó thái hậu cũng đã qua đời, Hán Ai Đế là người có quyền bảo hộ nhất cũng mất, nhân cơ hội đó tập đoàn ngoại thích Vương thị của Vương Chính Quân như "đông sơn tái khởi", liên tiếp lên kế hoạch trù dập toàn bộ những phe phái của Hán Ai Đế, hoặc những người được Ai Đế sủng ái.
Mất đi Ai Đế cùng nhà họ Phó, Triệu Thái hậu mất đi chỗ đứng. Ngay lập tức, bà bị Tân Đô hầu Vương Mãng kết tội đồng phạm với em gái Triệu Chiêu nghi, ám toán hoàng tự, ra chỉ: "Khi trước, Hoàng thái hậu cùng Chiêu nghi đều hầu màn trướng, tỷ muội chuyên sủng, chấp tặc loạn mưu, tàn diệt Thừa tự, làm nguy nan Tông miếu. Bội thiên phạm tổ, không thể lấy danh nghĩa Thiên hạ mẫu nghi mà tôn thờ. Biếm Hoàng thái hậu làm Hiếu Thành Hoàng Hậu, đến trú Bắc cung". Triệu Phi Yến từ khi nhập cung có được sự sủng ái của Hán Thành Đế, lừng lẫy một thời, sủng khuynh thiên hạ hơn 10 năm, đến đây lại bị nhà họ Vương biếm thành [Hiếu Thành Hoàng hậu; 孝成皇后] và giam cầm ở Bắc Cung.
Một tháng sau, Vương Mãng lại tiếp tục trách cứ Triệu Phi Yến, ra lệnh phế Triệu Phi Yến cùng Phó hoàng hậu của Hán Ai Đế đều làm [Thứ nhân; 庶人], cả hai người đều bị ép đến lăng tẩm của chồng. Cũng trong ngày hôm đó, Triệu Phi Yến và Phó thị đều bị bức tự vẫn. Bà vào cung 16 năm, chung niên 46 tuổi.

## Các truyền thuyết

### Vũ đạo tuyệt thế

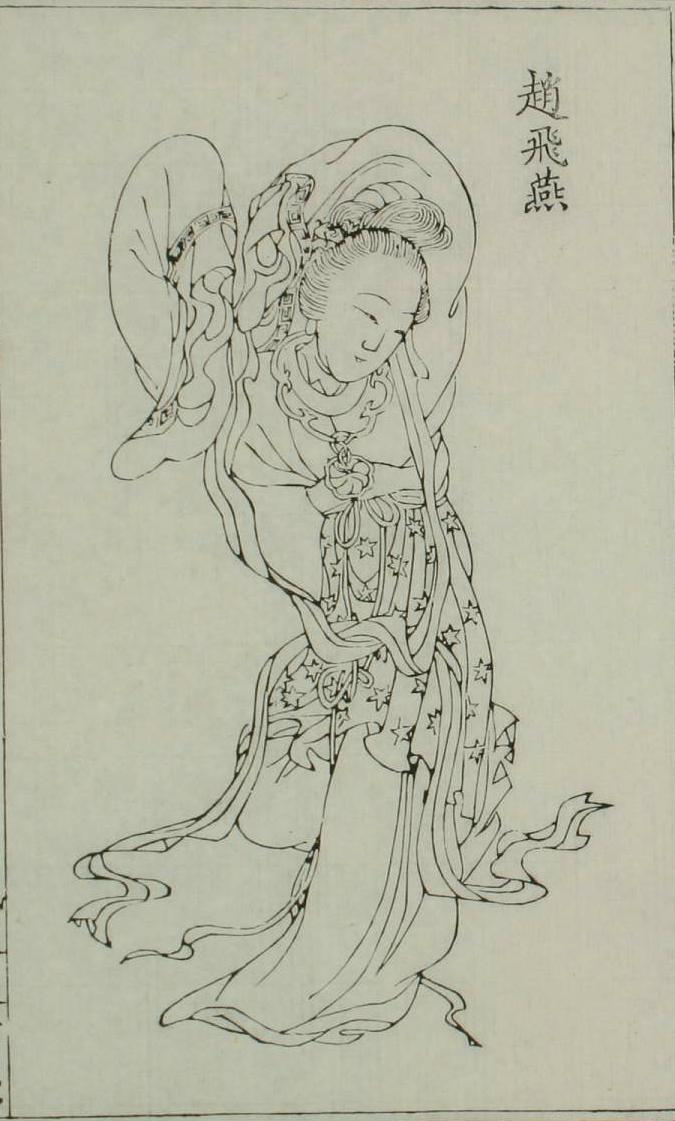
Triệu Phi Yến

Về Triệu Phi Yến vũ đạo, có dày đặc truyền kỳ sắc thái. Trong 《Tây kinh tạp ký》 ghi lại:"Triệu hậu thân thể nhẹ nhàng, vòng eo thon thả, hạnh tiến bước lui đều uyển chuyển". Hay 《Triệu Phi Yến biệt truyện》 nói:"Triệu hậu eo cốt tinh tế, giỏi việc đi nhẹ nhàng (Củ bộ)". Cái gọi là Củ bộ (踽步), là Triệu Phi Yến sáng tạo độc đáo, tay như cầm hoa rung động, thân hình tựa gió mà nhẹ nhàng, có thể thấy được bản lĩnh vũ đạo cực kỳ thâm hậu. Cho tới nay, dân gian Trung Quốc hãy còn lưu truyền câu [Hoàn phì Yến sấu; 環肥燕瘦]; ý chỉ Dương Quý Phi béo, Triệu Phi Yến gầy; để chỉ sự đối nghịch về hình thể của nhị đại mỹ nhân. Chiếu theo nghĩa ấy, Triệu Phi Yến vốn nổi tiếng thiên hạ bởi sắc đẹp và vóc dáng mong manh, nhẹ nhàng tựa chim yến. Vẻ đẹp hao gầy khiến nàng có thể uyển chuyển như bay như lượn trong từng điệu múa, nên được gọi là Phi Yến.
Nàng còn có thể khống chế hô hấp, truyền thuyết kể rằng nàng có thể đứng trên lòng bàn tay người mà phất phới ống tay áo múa ca, giống hệt chim yến. Triệu Phi Yến cũng rất giỏi cổ cầm, sách Tây kinh tạp ký ghi lại bà có một cái gọi là Phượng hoàng bảo cầm (凤凰宝琴), khi Thị lang Khánh An diễn một khúc 《Song phượng ly loan khúc - 双凤离鸾曲》, nàng cực kỳ xúc động, dùng chính mình bảo cầm tấu một khúc 《Quy thông tống viễn thao - 归风送远操》, phiêu dật tiêu dao.
Theo những ghi chép của tiểu thuyết Phi Yến liệt truyện, để có làn da trắng nõn mềm mượt và tỏa ngát hương thơm, Triệu Phi Yến thường nhét vào rốn một dạng thuốc viên có tên gọi "Hương cơ hoàn" (香肌丸), hay "Tức cơ hoàn" (息肌丸), được pha chế theo công thức thần bí. Loại xuân dược này có thành phần chính là xạ hương, sâm Cao Ly, lộc nhung, nhục quế, phụ tử. Khi nhét vào rốn, quả nhiên thuốc phát huy công dụng mạnh mẽ, khiến Triệu Phi Yến luôn quyến rũ nhờ nước da nõn mượt và hừng hực sắc xuân.
Nhưng thần dược "Hương cơ hoàn" là con dao hai lưỡi. Chất độc trong thuốc, đặc biệt là xạ hương, có tác dụng giúp cho làn da trở nên sáng bóng, mịn màng nhưng lại vô cùng độc hại với phụ nữ đang mang thai, tích lâu ngày trong người sẽ ảnh hưởng nghiêm trọng tới khả năng sinh sản của phụ nữ. Hoàng cung dược tề sư Thượng Quan Vũ (上官嫵) từng kiến nghị nên nấu một loại cây tên Dương trịch trục để làm mất đi công hiệu của Hương cơ hoàn, nhưng cả hai đều không làm.

### Lưu tiên quần
Theo Phi Yến ngoại truyện, Triệu Phi Yến thân thể cực kỳ uyển chuyển nhẹ nhàng, mỗi khi nàng eo thon khoản bãi, đón gió bay múa, thật giống như muốn thuận gió mà đi. Một ngày, nàng mặc một chiếc váy tím Vân Anh đi vào hồ Thái Dịch, lại ngân nga ca cổ nhạc nhẹ nhàng khởi vũ, đột nhiên cuồng phong gào thét, Phi yến như cánh diều bay lên. Vì thế Thành Đế gọi nhạc sư ngay lập tức đến kéo Phi Yến trở về, không cho nàng bị gió thổi đi. Khi vào phong đình, phát hiện váy của nàng bị trảo đến líu nhíu, từ đây các cung nữ thịnh hành mặc các loại váy gấp ra nếp vải, mỹ danh gọi là Lưu tiên quần (留仙裙).
Về sau, Hán Thành Đế phòng ngừa Triệu Phi Yến bị gió thổi đi, còn xây cất một tòa thất bảo tránh gió để nàng khiêu vũ thỏa thích, liền trở thành một giai thoại truyền đời.

### Họa thủy
Trong lịch sử, nàng cùng em gái là Triệu Chiêu nghi nổi tiếng được các sử gia ví là [Hồng nhan họa thủy; 红颜祸水]. Câu này xuất phát từ Tư trị thông giám, khi hai chị em vào cung, có học sĩ nhìn thấy mà than:"Thử họa thủy dã, diệt hỏa tất hĩ". Căn cứ thuyết "Ngũ đức chung thủy", Hán là "Hỏa đức", mà nước có thể dập tắt lửa. Do vậy, về sau hồng nhan giai nhân có thể gây rối triều đại đều được gọi là Hồng nhan họa thủy.
Sau khi được phong Hậu, Hán Thành Đế say mê Triệu Chiêu nghi và có phần lạnh nhạt với Triệu Phi Yến, nhưng cả hai đều không thể có thai, điều này đã khiến dân gian đương thời có nhiều dị nghị cùng suy đoán. Theo tiểu thuyết Triệu Phi Yến biệt truyện thời nhà Tống, hai chị em Triệu Phi Yến không thể có con, bèn nghĩ cách quan hệ với các nam nhân bên ngoài để có con nối dõi. Triệu Chiêu nghi ra sức bao che cho Triệu Hoàng hậu nên Thành Đế hoàn toàn không hay biết. Đầu tiên, Triệu Phi Yến thông dâm với những người hầu trong cung. Rồi để được thoải mái hành lạc, nàng nói với Hán Thành Đế muốn ra ngoài xây một hành cung bên ngoài để chuyên tâm cầu tự. Hành cung này là một giang sơn riêng của Hoàng hậu, nơi nàng tuyển các trai tráng khỏe mạnh, đẹp trai, sành kỹ thuật phòng the để đưa vào phục vụ mình. Nhưng cho dù đã được hàng trăm mỹ nam hầu hạ, nàng vẫn không thể có một mụn con nào.

### Yến trác hoàng tôn
Vì không thể sinh con, em gái nàng là Triệu Chiêu nghi, luôn tìm cách tàn sát những cung tần có thai với Thành Đế để bảo đảm địa vị.
Theo Liệt nữ truyện, Triệu Chiêu nghi tính cách đố kỵ với hậu cung vì không thể sinh con. Khi đó, Hứa mỹ nhân được Hán Thành Đế sủng ái, sinh ra Hoàng tử. Triệu Chiêu nghi nói với Thành Đế rằng: "Bệ hạ hay cùng thiếp đến Trung cung, thế vị Hứa mỹ nhân kia là từ đâu tới?!". Sau đó, Triệu thị bèn bỏ ăn bỏ uống, tự đâm đầu vào cột cung điện, hay lại lăn từ giường xuống sàn, khóc lóc thảm thiết khiến Thành Đế sốt sắng cả lên. Triệu thị nói: "Bệ hạ sau này muốn an trí thần thiếp thế nào, thì tùy Bệ hạ, Thần thiếp không dám trái", Thành Đế khổ sở nói: "Ta cố ý nói việc này cho nàng nghe, nàng còn lại giận dữ vì điều chi nữa chứ?", sau đó Thành Đế cũng không thiết ăn uống gì. Thấy thế, Triệu thị bèn nói: "Bệ hạ còn có mặt mũi nào tuyệt thực?! Xưa kia bệ hạ thề độc với thiếp rằng 'Hứa không phụ nàng', bây giờ vị Mỹ nhân kia có Hoàng tự, ngài thất hứa với thiếp, đáng gọi là gì đây?!", sau đó khóc lóc thảm thiết. Hán Thành Đế không muốn thấy sủng phi của mình đau lòng, bèn nói: "Ta hứa với Triệu thị, không lập với Hứa thị! Trên đời này không ai có thể vượt qua nàng trong lòng ta! Nàng yên tâm!". Sau đó, Hán Thành Đế sai người giao cho Hứa mỹ nhân một phong thư xanh, bảo giao Hoàng tử cho mình. Hứa mỹ nhân bèn theo thư mà giao đứa trẻ ra, liền bị Hán Thành Đế sai người bóp chết cho tắt thở, Triệu Chiêu nghi cũng nhìn xem cùng, sau đó cho người vội vàng mai táng ở dưới Ngục viên.
Lại sau đó, có Trung cung sử là Tào Cung, tự Vĩ Năng, được Hán Thành Đế lâm hạnh cũng sinh Hoàng tử. Hán Thành Đế cũng lại đem nói với Triệu Chiêu nghi, biết được là con trai thì cũng đem giết. Dịch đình Ngục thừa tên Tịch Vũ khuyên can, Thành Đế không nghe. Nhưng Tào Cung chưa chết, Chiêu nghi cũng giận, thế là Thành Đế bèn sai người đưa thuốc độc kèm phong thư đến, bảo Tào Cung tự sát. Tào Cung khóc mắng:"Dung túng hai chị em bọn họ, cuối cùng kết cục thế này đây! Con ta chào đời chỉ vừa mới mọc tóc, bây giờ đang ở đâu rồi?! Hay đã bị hai chị em họ giết chết rồi?!", sau đó bèn uống thuốc độc tự sát..
Do nguyên nhân này, Hán Thành Đế cũng tuyệt tự. Dân gian lưu truyền đồng dao: 「Yến yến, vĩ cung cung, trương công tử, thời tương kiến. Mộc môn thương lang căn, yến phi lai, trác hoàng tôn. Hoàng tôn tử, yến trác thỉ; 燕燕，尾龚龚，張公子，時相見。木門倉琅根，燕飛來，啄皇孫。皇孫死，燕啄矢。」, khi ấy Hán Thành Đế hay cùng Trương Phóng Câu cải trang du ngoạn, cũng gọi [Trương công tử; 張公子]. Câu ca dao này dần được truyền tụng, trở thành điển tích [Yến trác hoàng tôn; 燕啄皇孙], có nghĩa là "chim yến mổ chết hoàng tôn" để nói về sự việc này của chị em họ Triệu. Sử gia Ban Cố về sau khi soạn Hán thư cũng đem tích này ghi lại, lưu truyền về sau.

## Bình luận

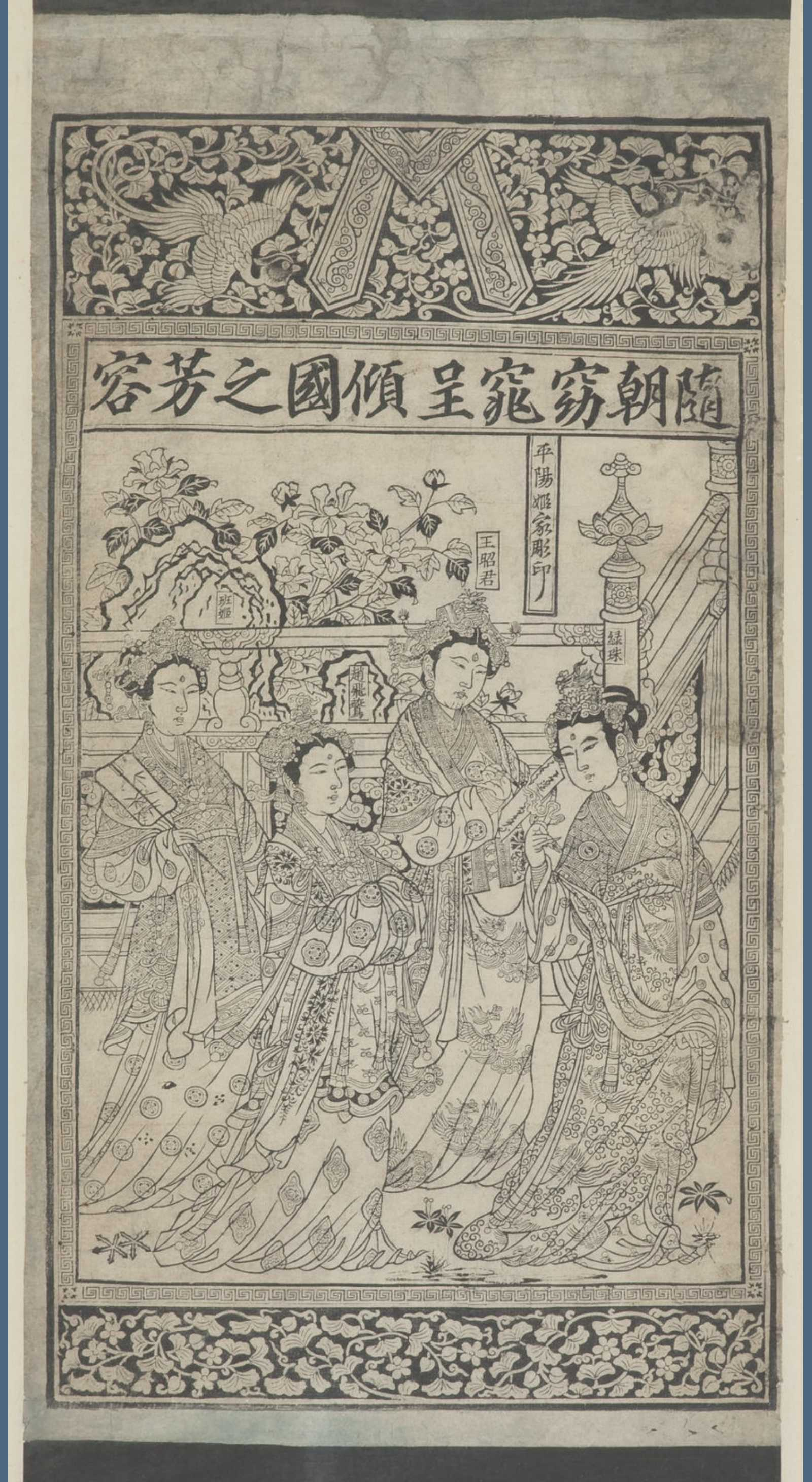
"Tùy triều yểu điệu trình khuynh quốc chi phương dung đồ"

Trong số các Hoàng hậu nhà Hán, số phận của Triệu Phi Yến khá giống Vệ Tử Phu, Hoàng hậu thứ hai của Hán Vũ Đế, Hoàng đế 5 đời trước Hán Thành Đế.
Vệ Tử Phu cũng xuất thân hàn vi, là ca nữ trong phủ Bình Dương công chúa - chị của Hán Vũ Đế, nhờ tài ca múa và sắc đẹp tuyệt trần đã trở thành Hoàng hậu, sau đó vì vụ án Vu cổ thảm khốc mà tự sát. Triệu Phi Yến xuất thân ca vũ, có tiếng mỹ đồn xa hơn Vệ Tử Phu rất nhiều, tuy nhiên cùng với người em là Triệu Chiêu nghi lại có tiếng xấu "chuyên sủng" cùng mưu hại Hoàng tự, khiến Hán Thành Đế không có con để nối dõi. Trong khi Triệu Phi Yến không có phúc mang thai, trái với Vệ Tử Phu sinh liền bốn người con cho Hán Vũ Đế.
Về nhan sắc, Triệu Phi Yến là một trong những nhan sắc tiêu biểu nhất của thi ca nghệ thuật Trung Hoa từ cổ đến kim. Tác phẩm "Tùy triều yểu điệu trình khuynh quốc chi phương dung đồ" (隋朝窈窕呈倾国之芳容图), còn gọi là "Tứ mỹ đồ" (四美图) từ thời nhà Tống đã xếp Triệu Phi Yến vào danh sách Tứ đại mỹ nhân sớm nhất, bên cạnh Vương Chiêu Quân, Lục Châu và Ban Cơ (không rõ Ban Chiêu hay Ban Tiệp dư).
Thi tiên Lý Bạch từng có vài câu thơ nói về Triệu Phi Yến:
| 怨歌行 ... 十五入漢宮，花顏笑春紅。 君王選玉色，侍寢金屏中。 薦枕嬌夕月，卷衣戀春風。 寧知趙飛燕，奪寵恨無窮。 沉憂能傷人，綠鬢成霜蓬。 一朝不得意，世事徒爲空。 鷫鸘換美酒，舞衣罷雕龍。 寒苦不忍言，爲君奏絲桐。 腸斷絃亦絕，悲心夜忡忡。 | Oán ca hành ... Thập ngũ nhập hán cung, hoa nhan tiếu xuân hồng. Quân vương tuyển ngọc sắc, thị tẩm kim bình trung. Tiến chẩm kiều tịch nguyệt, quyển y luyến xuân phong. Ninh tri Triệu Phi Yến, đoạt sủng hận vô cùng. Trầm ưu năng thương nhân, lục tấn thành sương bồng. Nhất triều bất đắc ý, thế sự đồ vi không. Túc 鸘 hoán mỹ tửu, vũ y bãi điêu long. Hàn khổ bất nhẫn ngôn, vi quân tấu ti đồng. Tràng đoạn huyền diệc tuyệt, bi tâm dạ xung xung. |

| 阳春歌 ... 长安白日照春空，绿杨结烟垂袅风。 披香殿前花始红，流芳发色绣户中。 绣户中，相经过。 飞燕皇后轻身舞，紫宫夫人绝世歌。 圣君三万六千日，岁岁年年奈乐何 | Dương xuân ca ... Trường an bạch nhật chiếu xuân không, lục dương kết yên thùy niểu phong. Phi hương điện tiền hoa thủy hồng, lưu phương phát sắc tú hộ trung. Tú hộ trung, tương kinh quá. Phi Yến hoàng hậu khinh thân vũ, tử cung phu nhân tuyệt thế ca. Thánh quân tam vạn lục thiên nhật, tuế tuế niên niên nại nhạc hà. |

| 清平调其二 ... 一枝红艳露凝香，云雨巫山枉断肠。 借问汉宫谁得似，可怜飞燕倚新妆。 | Thanh bình điệu kỳ 2 ... Tá vấn Hán cung thùy đắc tự, Khả liên Phi Yến ỷ tân trang. |

## Trong văn hóa đại chúng
| Năm  | Phim truyền hình                 | Diễn viên                |
| 1998 | 《Hán cung Phi Yến》 (漢宮飛燕)  | Triệu Minh Minh (赵明明) |
| 2008 | 《Mẫu nghi thiên hạ》 (母儀天下) | Đồng Lệ Á (佟丽娅)       |